# Uova di garofano
Uova di garofano è un film del 1991 diretto da Silvano Agosti.

## Trama
Silvano e suo figlio ritornano nella loro città natale nella campagna bresciana. Qui Silvano rievoca gli anni d'infanzia e il periodo della seconda guerra mondiale.

## Riconoscimenti
- Ciak d'oro
  - 1992 - Miglior montaggio a Silvano Agosti[1]